# Lucy Beeton
Lucy Beeton, född 1829, död 1886, var en aboriginsk pedagog och affärsidkare. 
Hon föddes på Gun Carriage (Vansittart) Island, eastern Bass Strait, som dotter till den judiske affärsidkaren och före detta straffången Thomas (John) Beeton (also known as Beedon, Baden or Beadon) från London och aboriginen Emmerenna ('Bet Smith') från Tasmanien. Hon undervisades av sina föräldrar, och var 1850-55 aktiv som lärare bland aboriginerna. Under denna tid engagerade hon sig i öbornas kamp för att säkra rätten till sin mark från myndigheterna. Efter faderns död 1862 tog hon över hans affärsverksamhet. Samma år förekom planer om att grunda en regeringsstödd skola för aboriginerna, och efter fruktlösa förhandlingar startade Beeton den själv 1871: hon fick regeringens stöd året därpå. Tack vare sitt engagemang för att "civilisera" och utbilda aboriginerna hyrde regeringen ut hela ön Badger Island till henne på livstid. Hon blev känd som 'Queen of the Isles' och 'the commodore', och skötte öarnas handel: hon seglade regelbundet i spetsen för öarnas handelsflotta över havet till Launceston. Hon erbjöd förgäves Truganini asyl på ön 1872. Under sina sista år slöt hon förbund med missionärerna i sin kamp mot de europeiska handlarnas sätt att exploatera urinnevånarna i handeln och göra dem till alkoholister. 